# 烏綏蒂皮科查湖
14°54′34″S 73°08′59″W / 14.90944°S 73.14972°W
烏綏蒂皮科查湖（Huch'uy Tipiqucha），是秘魯的湖泊，位於該國中南部阿亞庫喬大區，由保卡爾德爾薩拉薩拉省的奧約洛區負責管轄，處於卡通蒂皮科查湖以北。